# 弘曙
已革淳亲王世子弘曙（1697年—1738年），淳度親王允祐长子，母侧福晋纳喇氏，其父為韩楚翰。他在康熙三十六年丁丑十二月初十日申时生，雍正元年（1723年）封世子，曾与允禵出征策旺阿喇布坦，允禵被宗人府劾奏后自景陵撤还，削爵拘禁于寿皇殿，弘曙随之失势被拘禁，1727年夺爵，雍正帝改封其弟弘暻为世子。乾隆元年（1735年）获释，到乾隆三年（1738年）他去世时也未恢复任何爵位，终年41岁。